# Cumella similis
Cumella similis är en kräftdjursart som beskrevs av Fage 1945. Cumella similis ingår i släktet Cumella och familjen Nannastacidae.
Artens utbredningsområde är Vietnam. Inga underarter finns listade i Catalogue of Life.